# Pin Ups
| Recensione       | Giudizio |
| ---------------- | -------- |
| Ondarock         |          |
| AllMusic         |          |
| Piero Scaruffi   |          |
| Rolling Stone    |          |
| Sputnikmusic     |          |
| Robert Christgau | B-       |

Pin Ups è il settimo album in studio dell'artista inglese David Bowie, pubblicato nel 1973 dalla RCA Records e ristampato su compact disc per la prima volta nel 1984.
Composto interamente da cover del periodo 1964-1967, l'album rappresentò uno dei maggiori successi commerciali di Bowie. Nel 1973 gli assicurò peraltro lo status di artista con le migliori vendite nel Regno Unito. Inoltre nel mese di novembre, l'artista stabilì il primato di 6 album nella Top 40 britannica: ricevette il disco d'oro infatti per Ziggy Stardust, Aladdin Sane, le riedizioni di Space Oddity, The Man Who Sold the World e Hunky Dory, e appunto per Pin Ups.

## Storia
(David Bowie, 1973)
Poche settimane prima che cominciassero le registrazioni anche Bryan Ferry aveva iniziato a lavorare a un album di cover, intitolato These Foolish Things, che sarebbe uscito il 5 ottobre. Secondo quanto riportato in Bowie: Loving the Alien di Christopher Sandford, quando scoprì che Bowie stava facendo altrettanto chiese alla Island Records di presentare un'ingiunzione contro la RCA per impedire che Pin Ups venisse pubblicato per primo. Nella biografia Stardust: The David Bowie Story, Henry Edwards sostiene che Bowie disse a un amico che voleva "avere un vantaggio su Ferry", dopo aver appreso del suo album, mentre in Strange Fascination: David Bowie, the Definitive Story di David Buckley, la reazione dell'ex cantante dei Roxy Music viene descritta solo leggermente "apprensiva" e a quanto pare Bowie per primo gli telefonò per risolvere eventuali problemi.
In origine l'idea di Bowie sarebbe stata quella di disseminare tra le tracce un verso alla volta di una nuova versione di The London Boys, uscita come lato B nel 1966 che, come dichiarò alla rivista Rock, «parla di un ragazzo che arriva a Londra, si impasticca e va fuori di testa, roba del genere». Il progetto fu però abbandonato.
L'album venne concepito quasi come una pausa che permettesse a David di ricaricare le proprie batterie creative e forse, secondo quanto disse il presidente di MainMan Tony Zanetta, anche come manovra di stallo mentre la compagnia di management risolveva una disputa sui diritti d'autore con la Chrysalis Records.
In ogni caso si trattò di uno sguardo sul passato, che chiuse un capitolo artistico e decretò definitivamente la morte di Ziggy Stardust, come ha dichiarato lo stesso Bowie: «Pin Ups è stato davvero il mio modo di scrollarmi di dosso Ziggy completamente, pur mantenendo un po' di eccitazione nella musica. Era davvero un modo di rimanere a galla, ma ha finito per essere uno dei miei album preferiti».

### Registrazione

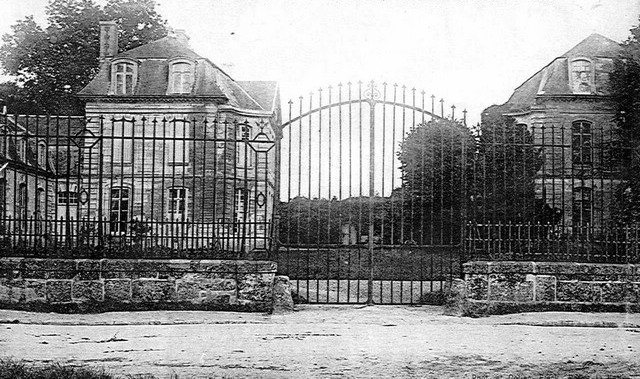
Lo Chateau d'Hérouville in una vecchia cartolina.

Le sessioni cominciarono il 10 luglio 1973 nello studio George Sand ricavato nelle scuderie dello Château d'Hérouville, vicino a Parigi, «un bel posto per registrare un album» come lo definì Bowie, «caldo, sole estivo, un castello incantevole e un fantastico studio di registrazione a sedici tracce». Inaugurato di recente, lo Chateau era stato raccomandato a David da Marc Bolan, che con i T. Rex vi aveva appena registrato The Slider, e le registrazioni andarono avanti fino ai primi di agosto, intervallate da una breve vacanza di David a Roma insieme alla famiglia ed alcuni amici.
«Avevo visto registrare David prima», ha ricordato anni dopo Mick Rock, autore dei primi videoclip di Bowie e nel 2002 del libro fotografico Moonage Daydream: The Life And Times Of Ziggy Stardust, «ma durante Pin Ups ho avuto modo di osservarlo da vicino per una settimana intera. È stata un'esperienza affascinante... Era probabilmente al suo massimo stato di rilassamento in uno studio di registrazione ed era sempre molto allegro. Ha generato un clima molto positivo... David incoraggiava e si nutriva degli input creativi di tutti quanti e non era mai troppo insicuro per cedere il controllo. Dava a Mick Ronson e Ken Scott la direzione generale e poi usciva di scena. Sembrava apprezzare sempre i risultati. Parte del talento unico di Bowie era la sua capacità di affascinare e far concentrare gli altri per ottenere esattamente quello di cui aveva bisogno. Un uomo di grande carisma naturale, ha ispirato gli altri a fare il loro lavoro migliore».
Anche se dopo Ziggy Stardust e Aladdin Sane l'intenzione di Bowie era quella di mantenere uniti gli Spiders from Mars in vista del nuovo disco, il fatto di non aver avvisato in anticipo Trevor Bolder e Mick Woodmansey del "pensionamento" di Ziggy Stardust portò rapidamente ad una frattura. Il pianista Mike Garson ricevette una telefonata dagli uffici di MainMan il mattino del matrimonio di Woodmansey, al quale presiedeva come membro della Chiesa di Scientology, con la quale gli venne chiesto di informare lo sposo che per il nuovo disco i suoi servizi non erano più richiesti. «Woody era devastato», ricordò Garson nel 1986, «questa era la sua vita e pensava di raggiungere il top con David».
A Garson e Mick Ronson venne assicurato il posto insieme ai veterani di Aladdin Sane, Ken Fordham e Geoffrey MacCormack, ma Trevor Bolder inizialmente sembrò destinato a fare la stessa fine di Woodmansey. Vennero contattati Jack Bruce e il batterista Aynsley Dunbar, che in precedenza aveva lavorato con John Mayall & the Bluesbreakers e Frank Zappa. Dunbar accettò a differenza di Jack Bruce e alla fine Trevor Bolder fu richiamato. «Anche Trevor sentiva che poteva perdere il suo ingaggio e così accettò», disse Garson al giornalista e scrittore Jerry Hopkins, «Mick era in un'analoga situazione di incertezza, perciò vi era tensione fra loro e David».
Le registrazioni si intrecciarono con un servizio fotografico di David e la moglie Angela per il Daily Mirror e da quello per la copertina del disco, oltre che con numerose interviste tra cui quella di Kid Jenson che il 14 luglio venne trasmessa da Radio Luxembourg.
Oltre al materiale di Pin Ups le sessioni produssero diverse tracce destinate ad una prevista "versione americana" dell'album rimasta inedita, tra cui God Only Knows dei Beach Boys (reincisa nel 1984 per l'album Tonight), White Light/White Heat dei Velvet Underground (la cui base sarebbe stata usata nel 1975 da Mick Ronson nel suo disco solista Play Don't Worry), No Fun degli Stooges, Summer in the City dei Lovin' Spoonful e Ladytron dei Roxy Music. Altre due cover, Pablo Picasso dei Modern Lovers e Try Some, Buy Some di George Harrison, avrebbero trovato posto in Reality nel 2003.

## Brani

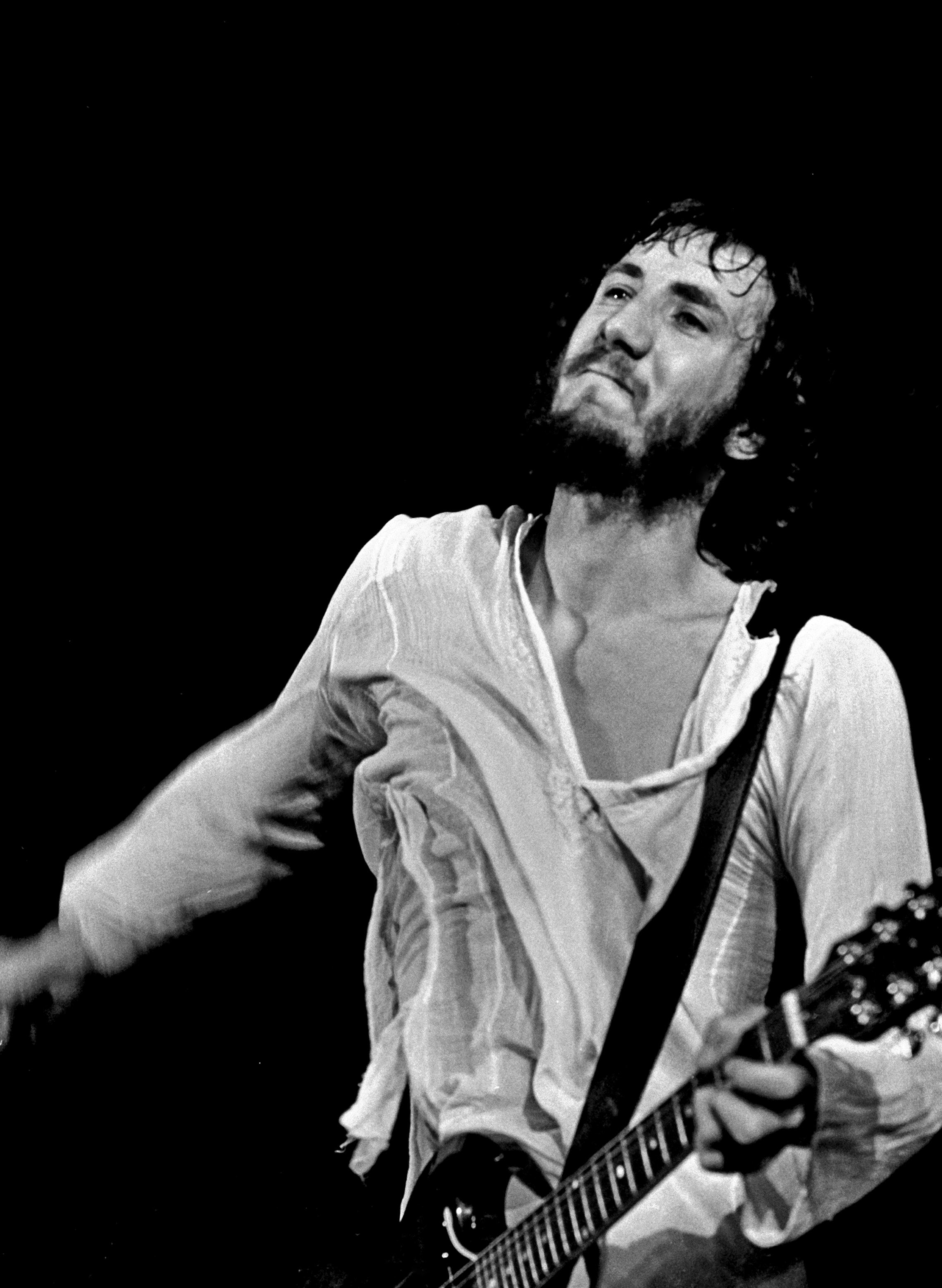
Pete Townshend e gli Who sono stati fonte di ispirazione per Bowie sin dall'inizio della sua carriera.

Le canzoni sono rifacimenti radicali con il marchio glam della coppia Bowie/Ronson e gli interventi del pianoforte di Mike Garson e del sassofono di Ken Fordham. «Prendevamo la struttura base degli accordi e cominciavamo a lavorare su quella», spiegò in seguito il cantante, «alcune non richiesero alcun lavoro, come Rosalyn per esempio. La maggior parte degli arrangiamenti li abbiamo fatti io e Mick, e anche Aynsley».
In effetti la prima delle due tracce incise in origine da The Pretty Things, primo successo del gruppo londinese nel 1964, è allo stesso tempo energica e fedele. «David strillava persino negli stessi punti in cui lo facevo io», ha detto il cantante del gruppo Phil May al biografo Christopher Sandford. In Nuova Zelanda ne fu distribuito un 45 giri promozionale limitato ai membri del New Zealand RCA Victor Record Club. La seconda cover dei Pretty Things, Don't Bring Me Down, vede un ritorno al sound R&B delle radici prediletto da Bowie all'epoca delle sue prime incisioni, con una pulsante linea di basso e l'armonica blues.
I Wish You Would e Shapes of Things, entrambe degli Yardbirds, sono altre vetrine per le chitarre di Bowie e Mick Ronson. Nella prima, che a sua volta era la cover di una canzone di Billy Boy Arnold del 1955, il riff di chitarra di Ronson, che sostituisce anche le parti in origine riservate all'armonica, fa da contrappunto ad una parte vocale in stile R&B.
Altra band rappresentata con due brani sono gli Who: con Anyway, Anyhow, Anywhere e I Can't Explain. Quest'ultima era gia' stata eseguita occasionalmente dal vivo da Bowie e gli Spiders from Mars nel 1972 e rielaborata con un arrangiamento basato su pianoforte e sassofono. Nell'ottobre del 1973 ne fu inserita une versione live in The 1980 Floor Show e riapparve poi nelle prime date del Serious Moonlight Tour del 1983, anno in cui fu inclusa nella raccolta Golden Years. La cover di Anyway, Anyhow, Anywhere può essere invece vista come una prova del "manierismo soul" che il cantante adotterà in Diamond Dogs e Young Americans. In occasione del Bridge School Benefit del 19 ottobre 1996 inserì la strofa iniziale della canzone come omaggio a Pete Townshend, che nel corso della serata aveva eseguito alcuni brani degli Who.
«L'ho incontrato solo in un paio di occasioni», dichiarò David nel 1973 a proposito di Syd Barrett, che nel 1967 aveva recensito negativamente Love You Till Tuesday su NME, «e in seguito i nostri rapporti non sono mai stati tanto cordiali. Ma io sono un suo grande ammiratore». Qualche anno dopo andò ancora oltre, definendo Barrett «probabilmente una delle voci più languide e intense della musica pop inglese. Ho sempre pensato che fosse un poeta assolutamente magnifico e uno stupefacente performer. Questo è un aspetto del personaggio che non è mai stato realmente sottolineato, ma sul palco produceva un effetto ipnotico, carismatico. Era anche il primo componente di una rock band che vedevo salire sul palco truccato e questo mi fece una grande impressione. Sia io che Marc Bolan lo notammo subito».
Il garage rock di Friday on My Mind degli Easybeats, a proposito della quale il coautore Harry Vanda ha dichiarato in un'intervista che la versione di Bowie è la sua preferita (aggiungendo «il che non è strano perché Bowie è una delle migliori menti pop del mondo in assoluto») e le sfumature psichedeliche di See Emily Play mostrano l'orecchio di Bowie per la melodia e l'occhio per gli atteggiamenti della cultura pop. La cover del successo del 1967 dei Pink Floyd è stato definito dal biografo Nicholas Pegg come uno dei momenti salienti di Pin Ups, dal tic-toc iniziale della chitarra alla dissolvenza finale degli archi, con una produzione in stile Sgt. Pepper,fatta di linee di pianoforte e sintetizzatore e l'accompagnamento vocale un'ottava sotto alla voce solista, che ricorda alcune atmosfere di Hunky Dory.
La cover di Here Comes the Night dei Them, secondo quanto sostiene James Perone in The Words and Music of David Bowie, «anticipa in alcuni punti il suono del British post-punk e della new wave di fine anni settanta e inizio anni ottanta». Il successo del gruppo di Van Morrison del 1965 subisce una trasformazione nella versione di Bowie, con la voce teatrale punteggiata dalle esplosioni del sax baritono di Ken Fordham. «Ci è piaciuto particolarmente», raccontava all'epoca Bowie, «siamo riusciti ad ottenere un vero sound da sezione fiati dei mitici dischi Atlantic».
Le rimanenti tracce includono Everything's Alright, con cui il gruppo beat The Mojos aveva ottenuto il nono posto in classifica nel 1964 e che Bowie registrò dal vivo per il 1980 Floor Show, Where Have All the Good Times Gone dei Kinks, dominata dalla chitarra di Mick Ronson e dalla batteria di Aynsley Dunbar, e Sorrow, pubblicata nel 1965 dalla garage band americana The McCoys  e portata al successo l'anno successivo dal duo inglese The Merseys. Quest'ultima rappresentò l'unico singolo estratto da Pin Ups: raggiunse la 3ª posizione in classifica nel Regno Unito.

## Pubblicazione e accoglienza

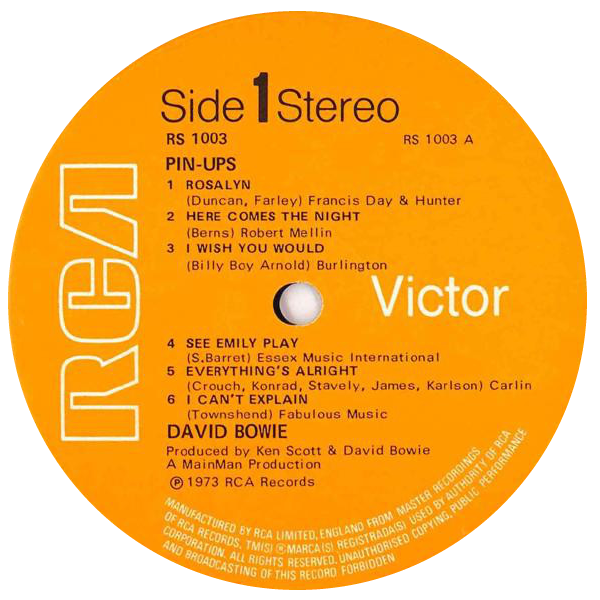
Il vinile di Pin Ups

L'album fu pubblicato il 19 ottobre 1973, con 100 000 copie già prenotate, e due settimane dopo entrò nella Official Albums Chart del Regno Unito direttamente al 1º posto, dove rimase per cinque settimane eguagliando il primato di Aladdin Sane.
La rivista britannica Sounds dichiarò che Bowie «usava il R&B come puntello, non come trampolino», mentre su Melody Maker il giornalista Michael Watts definì l'album "divertente quanto meravigliosamente acuto", aggiungendo che Bowie «si muove verso l'irriverenza, tenendo in equilibrio su un sottile filo del rasoio il suo immenso gusto per le canzoni in sé e il suo desiderio di reinventare. Il suo approccio è quello di imitare ed è magistrale, non tanto nella sua assoluta fedeltà agli originali quanto nella sua capacità di fraseggio, sfumature e stile».
La rivista statunitense Entertainment Weekly giudicò l'interpretazione della maggior parte dei brani "eccitante ed efficace", mentre il magazine Musician riportò: «Mick Ronson fa esplodere alcuni dei suoi pezzi di chitarra migliori di sempre, mentre Bowie canta in modo sommesso e ispirato».
Il critico musicale Greg Shaw scrisse su Rolling Stone: «Sebbene molte delle tracce siano eccellenti, nessuna supera l'originale... inizialmente concepite come materiale "instant pop" scadente, la loro semplicità avrebbe richiesto un taglio più grezzo affinché ottenessero maggiore efficacia. Questo taglio non è presente, dal momento che le tracce sono mixate per lasciare spazio alla voce di Bowie. E qui sta il vero fallimento di Pin Ups». Nello stesso articolo Shaw prosegue sostenendo che «la voce di Bowie galleggia con noncuranza sopra la musica, e la sua voce eccessivamente affettata è una discrepanza ridicolmente debole per il tipo di materiale», concludendo però che Pin Ups «è anche una raccolta di grandi canzoni, molte delle quali hanno ricevuto un più che adeguato e sempre amorevole trattamento. Forse la conclusione più giusta da trarre è che Bowie non può cantare in un altro modo, ha fatto del suo meglio e il risultato non è poi così male».
La rivista canadese Music Scene riportò: «Ha fatto un tale lavoro di demolizione di alcuni dei brani più noti e amati degli anni sessanta che è ovvio che abbia perso la sua vocazione. O forse si dovrebbe prendere una lunga vacanza. Non è tanto il fatto di aver prodotto copie quasi fedeli di pezzi come Friday on My Mind, I Can't Explain, Here Comes the Night e Shapes of Things, quanto ciò che sembra essere la sua totale mancanza di empatia per le canzoni».

### Classifiche
Oltre a raggiungere la vetta della classifica degli album in patria, l'album raggiunse il 6º posto in Francia e nei Paesi Bassi e il 4º in Australia, con 36 settimane di permanenza in classifica, mentre negli Stati Uniti arrivò alla 23ª posizione della Billboard 200.
Nel novembre 1973 è stato certificato disco d'oro nel Regno Unito dalla BPI. Con le successive riedizioni Pin Ups è tornato ad affacciarsi nella classifica del Regno Unito e nel 2016, dopo la morte di Bowie, l'album ha guadagnato nuova popolarità ed ha fatto nuovamente ingresso nella Official Albums Chart al 63º posto.
| Paese       | Anno | Posizione | Classifica                                    |
| ----------- | ---- | --------- | --------------------------------------------- |
| Australia   | 1973 | 4         | ARIA Albums Chart                             |
| Francia     | 1973 | 6         | Syndicat national de l'édition phonographique |
| Francia     | 2016 | 191       | Syndicat national de l'édition phonographique |
| Italia      | 1973 | 7         | Classifica Album                              |
| Norvegia    | 1973 | 8         | VG-lista                                      |
| Paesi Bassi | 1973 | 6         | Dutch Top 40                                  |
| Regno Unito | 1973 | 1         | Official Albums Chart                         |
| Regno Unito | 1983 | 57        | Official Albums Chart                         |
| Regno Unito | 1990 | 52        | Official Albums Chart                         |
| Regno Unito | 2016 | 63        | Official Albums Chart                         |
| Stati Uniti | 1973 | 23        | Billboard 200                                 |

## Copertina

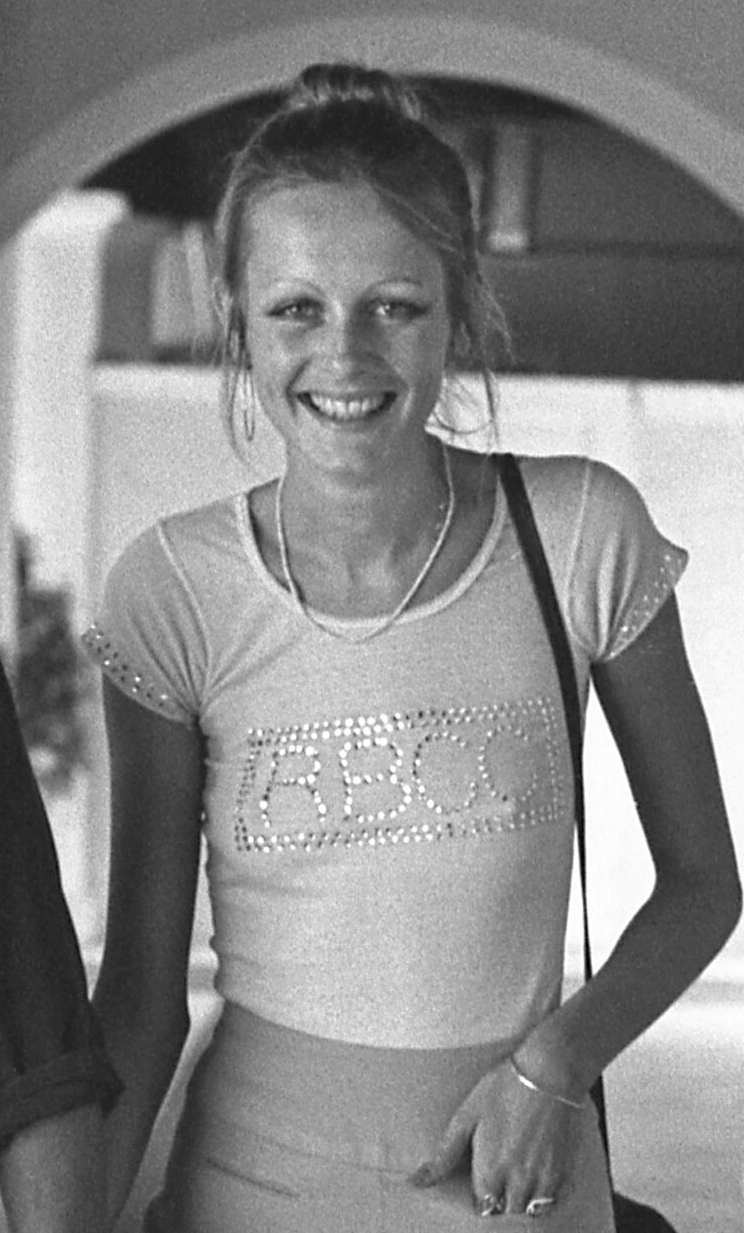
Un ritratto di Twiggy.

La copertina di Pin Ups, nella quale accanto a Bowie compare la supermodella Twiggy, uno dei simboli della Swinging London, era stata pensata inizialmente come parte di un servizio fotografico per la rivista Vogue. Secondo le parole di Justin de Villeneuve, all'epoca manager e partner di Twiggy, Bowie aveva dichiarato di voler essere il primo uomo a comparire sulla copertina di Vogue: «Quando gli mostrai le polaroid di prova chiese se poteva usarle sulla copertina di Pin Ups. Gli dissi: "Non credo proprio, queste sono per Vogue. Quante copie dell'album pensi di riuscire a vendere?", "Un milione" rispose lui, ed io "Questa sarà la copertina del tuo album!"».
Nella sua autobiografia In Black and White, Twiggy racconta: «Ero molto nervosa dal momento che ero una sua grande ammiratrice e intimidita come sarebbe stato chiunque altro... mi tranquillizzò immediatamente. Era tutto ciò che avrei potuto sperare e anche qualcosa di più, spiritoso, simpatico e incredibilmente brillante, esperto di cinema, registi, letteratura ed arte».
Nel frattempo il manager di Vogue ebbe un ripensamento, come racconta ancora Twiggy: «"Non possiamo mettere un uomo sulla copertina" annunciò. Non potevo crederci... Bowie era entusiasta della foto così com'era. Siccome Justin deteneva il copyright, Bowie disse che "Mentre quelli cazzeggiano con le loro discussioni" gli sarebbe piaciuta per la copertina del disco che stava registrando. Alla fine Vogue non la usò mai. Veramente patetico».
Una disparità nella tonalità delle abbronzature tra i due creò qualche problema ed il fotografo si rivolse a Pierre La Roche, che aveva ideato il trucco di Aladdin Sane: «Ero appena tornata dalla California ed ero marrone come una noce», spiegò Twiggy, «mentre Bowie sembrava che non avesse mai visto il sole, così ebbero l'idea di sbiancarmi la faccia, lasciandomi nude le spalle e il collo abbronzati, e di scurire Bowie. Comunque il risultato fu favoloso».)
A quanto pare, la foto scalzò un'altra ipotesi di copertina alla quale aveva pensato il fotografo Alan Motz. Secondo quanto affermato al biografo Christopher Sandford, l'idea era quella di fotografare "la metamorfosi di David in un animale", idea che sarebbe stata riciclata l'anno dopo da Terry O'Neill e Guy Peellaert per Diamond Dogs.

## Tracce
Lato A
1. Rosalyn – 2:27 (Jimmy Duncan, Bill Farley)
2. Here Comes the Night – 3:09 (Bert Berns)
3. I Wish You Would – 2:40 (Billy Boy Arnold)
4. See Emily Play – 4:03 (Syd Barrett)
5. Everything's Alright – 2:26 (N. Crouch, J. Konrad, S. Stavely, S. James, K. Karlson)
6. I Can't Explain – 2:07 (Pete Townshend)

Lato B
1. Friday on My Mind – 3:18 (George Young, Harry Vanda)
2. Sorrow – 2:48 (B. Feldman, J. Goldstein, R. Gottehrer)
3. Don't Bring Me Down – 2:01 (Johnnie Dee)
4. Shapes of Things – 2:47 (P. Samwell-Smith, J. McCarty, K. Relf)
5. Anyway, Anyhow, Anywhere – 3:04 (Roger Daltrey, Pete Townshend)
6. Where Have All the Good Times Gone – 2:35 (Ray Davies)

### Tracce bonus della riedizione 1990
1. Growin' Up (Outtake dalle sessioni di Diamond Dogs, 1973) – 3:26 (Bruce Springsteen)
2. Port of Amsterdam (Lato B di Sorrow, 1973) – 3:19 (Jacques Brel, Mort Shuman)

## Formazione
- David Bowie - voce, chitarra, sassofono contralto, sassofono tenore, armonica, sintetizzatore
- Mick Ronson - chitarra, pianoforte, cori
- Trevor Bolder - basso
- Aynsley Dunbar - batteria
- Mike Garson - pianoforte
- Ken Fordham - sassofono baritono
- G.A. MacCormack - cori

## Riedizioni
Pin Ups è stato ripubblicato diverse volte a partire dal 1976. La prima versione in compact disc è del 1984, anno in cui furono ripubblicati anche i dischi precedenti di Bowie, che diventò così la prima rockstar ad avere l'intera produzione in formato digitale.
Tra le varie riedizioni da ricordare, quella rimasterizzata del 1990 distribuita dalla EMI/Rykodisc con due tracce bonus. Anche in questo caso due cover: Growin' Up di Bruce Springsteen, che Bowie registrò agli Olympic Studios di Londra nel novembre 1973 (durante le sessioni di Diamond Dogs e che vide il contributo alla chitarra di Ronnie Wood)  e Port of Amsterdam di Jacques Brel, registrata ai Trident Studios durante le sessioni di Ziggy Stardust.
| Anno | Formato | Etichetta          | Paese                             | Note                            |
| ---- | ------- | ------------------ | --------------------------------- | ------------------------------- |
| 1976 | LP      | RCA Records        | Australia, Giappone               |                                 |
| 1977 | LP      | RCA Records        | Germania                          |                                 |
| 1980 | LP      | RCA Records        | Regno Unito, Italia, Grecia       |                                 |
| 1983 | LP      | RCA Records        | Europa, USA, Canada, Giappone     |                                 |
| 1984 | CD      | RCA Records        | Europa, USA                       |                                 |
| 1984 | LP      | RCA Records        | Regno Unito                       | Picture disc, edizione limitata |
| 1990 | CD      | EMI/Rykodisc       | Europa, USA, Canada               | Edizione rimasterizzata         |
| 1990 | LP      | EMI/Rykodisc       | Europa, USA                       | Edizione rimasterizzata         |
| 1991 | CD      | EMI                | Giappone                          | Edizione rimasterizzata         |
| 1999 | CD      | EMI/Virgin Records | Europa, USA, Australia, Giappone  | Edizione rimasterizzata         |
| 1999 | LP 180g | EMI                | Europa                            | Edizione rimasterizzata         |
| 2001 | LP      | Simply Vinyl       | Regno Unito                       | Edizione limitata               |
| 2006 | CD      | EMI                | Giappone                          | Edizione limitata               |
| 2007 | CD      | EMI                | USA, Giappone                     | Edizione rimasterizzata         |
| 2009 | SHM-CD  | EMI                | Giappone                          | Edizione limitata               |
| 2014 | CD      | Parlophone         | USA                               | Edizione rimasterizzata         |
| 2015 | CD      | Parlophone         | Europa, USA, Argentina, Australia | Edizione rimasterizzata         |
| 2016 | LP 180g | Parlophone         | Europa                            | Edizione rimasterizzata         |